# Das rote Notizbuch
Das rote Notizbuch ist ein Buch des US-amerikanischen Schriftstellers Paul Auster. Es erschien 1995 mit dem Titel The Red Notebook and Other Writings bei Faber and Faber in London und 1996 in deutscher Übersetzung bei Rowohlt. Ins Deutsche übersetzt hat es Werner Schmitz, wie zuvor und danach mehrere andere Bücher von Auster. Ab 2001 ist es um die Texte Unfallbericht (im Original: Accident Report) und It Don’t Mean a Thing ergänzt worden. Sie sind 1999 und 2000 erschienen und passen thematisch zu den anderen Geschichten.
Das Buch enthält kurze Geschichten über wahre Begebenheiten aus Austers Leben oder dem Leben ihm bekannter Personen, die zwischen eineinhalb und zehn Seiten lang sind. In den Geschichten geht es um ungewöhnliche Umstände, Geschichten und um Zufälle (was im Englischen accident heißt und auch als Unfall übersetzt werden kann), die mitunter auch in seinen Romanen schon eine Rolle spielten. Das Thema Zufall ist eines der wiederkehrenden Themen in Austers Romanen und autobiografischen Schriften.
Jede dieser Geschichten habe ihn beeindruckt, habe etwas in ihm ausgelöst, ihn zum Nachdenken gebracht und mehr. So die 13. Geschichte der ersten Ausgabe. In ihr berichtet er von einem offensichtlich zweimal fehlgeleiteten Anruf in seiner Wohnung in Brooklyn. Diese zwei Anrufe waren eine Animation für den Anfang seines Buches "Stadt aus Glas". Er beschreibt in dieser Geschichte auch seinen Gedankengang zur Entstehung des Buches, warum er jemanden seines Namens darin mitwirken lässt. Am Ende heißt es, dass alle diese Begebenheiten tatsächlich passiert sind.
Die Möglichkeit, an einem bestimmten Punkt eine Handlung in dieser oder jener Art auszuführen oder zu unterlassen, habe ihn wiederholt beschäftigt. Derartige Situationen, Entscheidungspunkte, die zu Wendepunkten im Leben führen können, tauchen immer wieder in seinen Romanen auf und führten unter anderem zu den vier ausführlichen Lebensläufen in seinem Werk "4321", deren erste deutsche Ausgabe im Februar 2017 im Rowohlt Verlag erschienen ist.

## Kritik
„Der Zufall dient in diesen Kurzgeschichten nicht der Erklärung eines rätselhaften Geschehens, sondern der Realisierung der Kontingenz des Tagtäglichen.“

## Ausgabe und Literatur
- Paul Auster: Das rote Notizbuch. Erweiterte Neuausgabe. Rowohlt, Reinbek 2001 (78 Seiten), ISBN 978-3-499-23040-0.
- Paul Auster: Ein Leben in Worten. Ein Gespräch mit Inge Birgitte Siegumfeldt. Rowohlt, Reinbek 2017 (409 Seiten), ISBN 978-3-499-27261-5, darin über Das rote Notizbuch, S. 81–90.
- Paul Auster: 4 3 2 1 Deutsche Erstausgabe. Rowohlt, Reinbek Februar 2017 (1259 Seiten), ISBN 978-3-498-00097-4.
- Paul Auster: Stadt aus Glas Deutsche Erstausgabe. Hoffmann und Campe 1987 (208 Seiten), ISBN 978-3455018790.